# Боз-Учук
Боз-Учук (кирг. Боз-Учук) — село в Ак-Суйском районе Иссык-Кульской области Кыргызстана. Входит в состав Нововознесеновского аильного округа. Код СОАТЕ — 41702 205 825 02 0.

## История
Село Валерьяновское основано в 1909 г. В 1913 г. в нём насчитывалось 207 дворов, имелись церковь, церковная школа, 12 мельниц, 2 лесопилки и 11 торговых заведений. Село входило в состав Графа Паленской волости Пржевальского участка Пишпекского уезда Семиреченской области.

## Население
По данным переписи 2009 года, в селе проживало 1026 человек.